# Biassini Segura
Biassini Segura (Bogotá, 21 de junio de 1982) es un actor colombiano de cine, teatro y televisión, reconocido por su participación en series de televisión como Chichipatos, Medusa para Netflix y la películas como Dedicada a mi ex y ¿Qué culpa tiene el niño?

## Carrera
Segura nació en la ciudad de Bogotá el 21 de junio de 1982. Estudio artes escénicas en la Academia Superior de Artes, obteniendo su grado en 2006. Inició su carrera en la televisión colombiana en la década de 2000, registrando esporádicas apariciones. En la década de 2010 figuró en producciones para televisión como Rosario Tijeras, Popland, El Chapo, La Nocturna, Manual para ser feliz y Siempre bruja, además de actuar en largometrajes como Dedicada a mi Ex, Estrella del sur, ¿Qué culpa tiene el niño? y Mamá al volante.
En 2020 protagonizó la serie de televisión Chichipatos, creada por Dago García y estrenada en la plataforma Netflix en mayo. Ese mismo año participó en la grabación de la película El baño, grabada desde los teléfonos móviles de los actores desde sus casas. La película fue ideada por el cineasta Harold Trompetero.

## Filmografía

### Televisión
| Año       | Título                     | Personaje                       | Canal               |
| --------- | -------------------------- | ------------------------------- | ------------------- |
| 2008-2009 | El último matrimonio feliz | César David Salgar              | Canal RCN           |
| 2010      | Rosario Tijeras            | Darwin Gonzales                 | Canal RCN           |
| 2010      | A mano limpia              |                                 | Canal RCN           |
| 2011      | Popland!                   | Quintino Reguera                | MTV (Latinoamérica) |
| 2011-2012 | Tres milagros              | Salvador Rendón                 | Canal RCN           |
| 2012      | La ruta blanca             | Domingo Rojas                   | Cadenatres          |
| 2013-2014 | Alias el Mexicano          | Gonzalo Rodríguez Gacha (Joven) | Canal RCN           |
| 2014      | Manual para ser feliz      | Gato Paredes                    | Canal RCN           |
| 2015      | Laura, la santa colombiana | Padre Perdomo (Joven)           | Caracol Televisión  |
| 2015      | Esmeraldas                 | Danilo Pineda                   | Caracol Televisión  |
| 2016-2017 | Las Vega's                 | Carlos 'Carlitos' Vega          | Canal RCN           |
| 2017      | La Nocturna                | Ramiro Villa                    | Caracol Televisión  |
| 2017-2018 | El Chapo                   | El Lobito Avendaño              | Netflix             |
| 2018      | El rey del valle           | Wilmer Camacho                  | Claro Vídeo         |
| 2018      | Sitiados                   | Cucu                            | Fox Premium         |
| 2019      | El man es Germán           | Rómulo                          | Canal RCN           |
| 2019      | Alex de todas formas       | Profesor Camacho                | Señal Colombia      |
| 2019      | Siempre bruja              | Tino                            | Netflix             |
| 2020      | Testosterona Pink 2        | Beto                            | Caracol Play        |
| 2020-2021 | Chichipatos                | Don Heriberto 'El Ñato'         | Netflix             |
| 2020-2021 | De brutas, nada            | Álvaro                          | Amazon Prime Vídeo  |
| 2021      | Interiores                 | Sergio                          | Canal Capital       |
| 2022      | Noticia de un secuestro    | Barrabás                        | Prime Vídeo         |
| 2022-2023 | La teoría del promedio     | Alejandro                       | Caracol Play        |
| 2023      | Duro contra el mundo       | Participante                    | Canal RCN           |
| 2023      | Pálpito                    | Polo                            | Netflix             |
| 2023      | MasterChef Celebrity       | Participante                    | Canal RCN           |
| 2023      | El grito de las mariposas  | Jaime Fernandez                 | Star+               |
| 2025      | Medusa                     | Gabriel Chafir                  | Netflix             |

### Cine
| Año  | Título                               | Personaje  | Nota |
| ---- | ------------------------------------ | ---------- | ---- |
| 2013 | Estrella del sur                     | Gerson     |      |
| 2014 | Uno al año no hace daño              | Gregorio   |      |
| 2015 | Uno al año no hace daño 2            | Gregorio   |      |
| 2016 | ¿Qué culpa tiene el niño?            | El Cadáver |      |
| 2019 | Mamá al volante                      | Arley      |      |
| 2019 | Dedicada a mi ex                     | Ortega     |      |
| 2020 | Chichipatos: ¡Qué chimba de Navidad! | El Ñato    |      |
| 2020 | El baño                              | Pipe       |      |
| 2020 | Ruido                                | Héctor     |      |
| 2024 | La Pena Máxima 2                     | Raúl       |      |